# Ochrosia alyxioides
Ochrosia alyxioides är en oleanderväxtart som beskrevs av André Guillaumin. Ochrosia alyxioides ingår i släktet Ochrosia och familjen oleanderväxter. Inga underarter finns listade i Catalogue of Life.